# Aeroporto di Bogotà-El Dorado
L'Aeroporto di Bogotà-El Dorado (IATA: BOG, ICAO: SKBO) (nome commerciale in spagnolo: Aeropuerto Internacional El Dorado) è un aeroporto situato a 15 km dal centro di Bogotà, in Colombia.

## Storia
Fu costruito nel 1955 per sostituire l'allora aeroporto di Bogotà, l'aeroporto iniziò la sua attività nel 1959.
Nel 1981 Avianca inaugurò il Ponte Aereo, struttura utilizzata esclusivamente da Avianca, che mette in collegamento Bogotà con i principali centri del Paese.
Dal 1998 l'aeroporto è dotato di una seconda pista, che permette un avvicinamento notturno più semplice.

## Terminal passeggeri
L'aeroporto è diviso in tre terminal: uno destinato ai voli nazionali, uno a quelli internazionali e un altro esclusivamente ai voli nazionali di Avianca.
Negli ultimi anni l'aeroporto sta sperimentando un periodo di sviluppo, nel 2011 è stato il terzo aeroporto per numero di passeggeri in Sud America, superato dagli aeroporti di Città del Messico e San Paolo (Brasile); ha registrato 20.427.603 passeggeri.

## Terminal cargo
Il terminal cargo è il più importante dell'America Latina, nel 2011 sono passate nell'aeroporto 648.221 tonnellate di merci.

## Progetto di costruzione dei nuovi terminal
Nel 2008 Opain S.A , proprietaria dell'aeroporto, ha presentato un progetto per rinnovare l'Eldorado: verrà costruito un terminal internazionale e uno nazionale, l'opera dovrebbe essere completata nel 2014; terminata la costruzione dei due terminal si procederà a demolire gli antichi edifici.

## Collegamenti con Bogotà
L'aeroporto può essere raggiunto con diverse linee di bus o con un taxi, la principale arteria stradale per arrivare all'Eldorado è la Calle 26, che unisce le strade principali della città all'aeroporto.
Nel 2012 è previsto il completamento di un tratto di TransMilenio che collegherà la città all'aeroporto.